# HD 153053
Désignations
HD 153053 est une étoile double de la constellation de l'Autel. Le composant le plus brillant est une étoile blanche de la séquence principale qui pourrait évoluer vers une sous-géante. Elle a un compagnon visuel de 12e magnitude à une séparation angulaire de 24,7" le long d'un angle de position de 52°. Il s'agit très probablement d'une étoile isolée située à proximité de la même ligne de visée.
Cette étoile présente un excès d'infrarouge, suggérant la présence d'un disque de débris poussiéreux. Ce disque orbite dans un rayon de 49 UA autour de l'étoile hôte.